# Naoki Shigematsu
Naoki Shigematsu (en japonais : 重松直樹), né le 24 décembre 1977 dans la préfecture de Saitama au Japon, est un patineur artistique et entraîneur japonais, quadruple vice-champion du Japon dans les années 1990 et vice-champion du monde junior en 1994.

## Biographie

### Carrière sportive
Naoki Shigematsu est quadruple vice-champion du Japon en 1995, 1996, 1998 et 1999.
Il représente son pays à trois mondiaux juniors (1994 à Colorado Springs où il conquiert la médaille d'argent derrière l'américain Michael Weiss, 1995 à Budapest et 1996 à Brisbane), un championnat des quatre continents (2000 à Osaka) et un mondial senior (1995 à Birmingham). Il ne participe jamais aux Jeux olympiques d'hiver.
Il prend sa retraite sportive après les championnats des quatre continents de 2000.

### Reconversion
Naoki Shigematsu devient entraîneur et chorégraphe. Il travaille notamment avec Takahito Mura, Rumi Suizu, Kento Nakamura, Risa Shoji et Hirofumi Torii.

## Palmarès
| Compétition                        | 1994    | 1995    | 1996    | 1997    | 1998    | 1999    | 2000    |  |  |  |  |  |  |  |
| Jeux olympiques d'hiver            |         |         |         |         |         |         |         |  |  |  |  |  |  |  |
| Championnats du monde              |         | 23e     |         |         |         |         |         |  |  |  |  |  |  |  |
| Championnats des quatre continents |         |         |         |         |         |         | 14e     |  |  |  |  |  |  |  |
| Championnats du Japon              |         | 2e      | 2e      | 6e      | 2e      | 2e      | 3e      |  |  |  |  |  |  |  |
| Championnats du monde juniors      | 2e      | 8e      | 12e     |         |         |         |         |  |  |  |  |  |  |  |
|                                    |         |         |         |         |         |         |         |  |  |  |  |  |  |  |
| Grand Prix ISU                     | 1993/94 | 1994/95 | 1995/96 | 1996/97 | 1997/98 | 1998/99 | 1999/00 |  |  |  |  |  |  |  |
| Skate Canada                       |         |         | 14e     |         |         |         |         |  |  |  |  |  |  |  |
| Coupe d’Allemagne                  |         |         |         |         |         | 4e      |         |  |  |  |  |  |  |  |
| Trophée de France                  |         |         |         |         |         |         | 11e     |  |  |  |  |  |  |  |
| Coupe de Russie                    |         |         |         | 5e      |         |         |         |  |  |  |  |  |  |  |
| Trophée NHK                        |         |         |         |         |         | 12e     |         |  |  |  |  |  |  |  |
|                                    |         |         |         |         |         |         |         |  |  |  |  |  |  |  |